# 国立病院機構西群馬病院
独立行政法人国立病院機構西群馬病院（どくりつぎょうせいほうじんこくりつびょういんきこうにしぐんまびょういん）は、群馬県渋川市にあった独立行政法人国立病院機構が運営する病院。

## 概要
旧国立療養所西群馬病院。政策医療分野におけるがん、呼吸器疾患（結核を含む）、重症心身障害の専門医療施設であった。地域がん診療連携拠点病院であり、緩和ケア病棟を有していた。
市立渋川総合病院と統合し、2016年（平成28年）3月26日に国立病院機構渋川医療センターが開院し、4月1日から外来診療を開始した。

## 沿革
- 1944年（昭和19年） - 日本医療団大日向荘として開設
- 1947年（昭和22年） - 厚生省に移管、国立療養所大日向荘となる
- 1952年（昭和27年） - 国立療養所大日向荘附属准看護学院設置
- 1980年（昭和55年） - 国立療養所西群馬病院に名称変更
- 1986年（昭和61年） - 国立療養所長寿園と統合（分棟として）
- 1987年（昭和62年） - 国立療養所西群馬病院附属看護学校設置
- 1988年（昭和63年） - 准看護学校閉校
- 1990年（平成2年） - 分棟を廃止し統合運営
- 1993年（平成5年） - がん終末期緩和ケア病棟(PCU)開棟
- 2001年（平成13年） - 厚生労働省へ移管
- 2004年（平成16年） - 独立行政法人国立病院機構西群馬病院となる
- 2008年（平成20年） - 看護学校閉校
- 2016年（平成28年）3月26日[2] - 市立渋川総合病院と統合し[1]、国立病院機構渋川医療センターが開院[2]

## 診療科
- 内科
- 呼吸器科
- 消化器科
- 外科
- 整形外科
- 呼吸器外科
- 放射線科
- 麻酔科

## 主な機能
- がん診療連携拠点病院
- エイズ治療拠点病院

## 交通アクセス
- JR上越線渋川駅からしぶかわタウンバスで約20分、「西群馬病院」下車。
- 渋川駅から関越交通バス伊香保行「グリーン牧場」下車、徒歩15分。